# Dia (període amb llum solar)

Durada del dia en funció de la latitud i el dia de l'any.

El dia és l'espai de temps en què el sol il·lumina la terra, per oposició a nit, el temps que passa entre dues nits. És el període durant el qual un punt del món experimenta la il·luminació natural per la llum solar de forma directa. Durant el dia, un observador veu la llum solar indirecta mentre està a l'ombra, el que inclou la nuvolositat. També es pot definir com el període de llum entre l'alba i la posta del sol. La durada del dia afecta el món vegetal i animal.

## Característiques

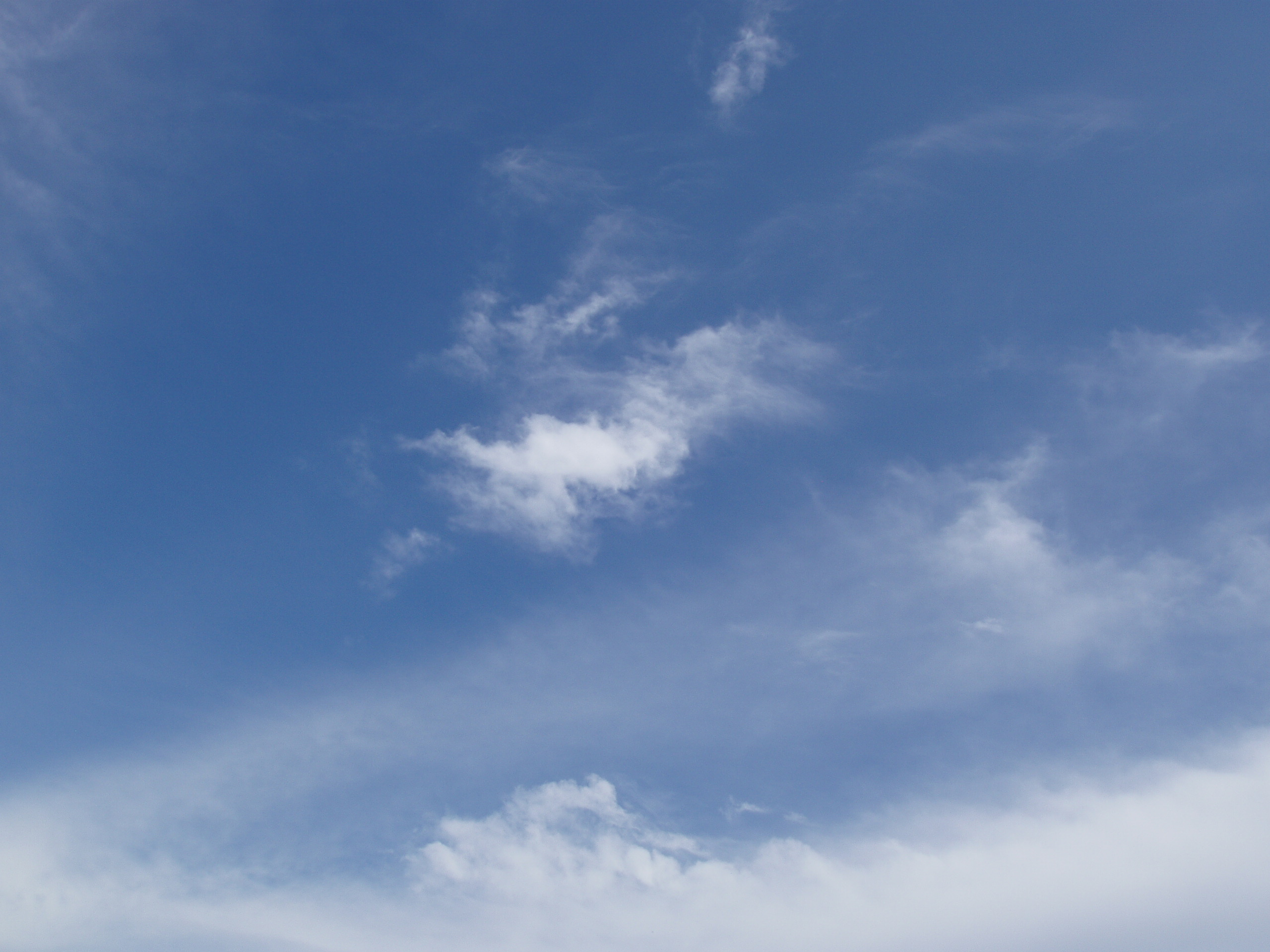
Cel diürn amb núvols blancs

Aproximadament la meitat de la Terra està il·luminada en tot moment pel Sol. L'àrea subjecta a la il·luminació directa és gairebé exactament la meitat de la planeta; però a causa dels efectes atmosfèrics i d'altres tipus que estenen l'abast de la il·luminació indirecta, l'àrea del planeta coberta per la il·luminació directa o indirecta arriba una mica més de la meitat de la superfície.
L'hemisferi de la Terra que experimenta el dia en qualsevol punt canvia contínuament a mesura que el planeta gira sobre el seu propi eix. L'eix de rotació de la Terra no és perpendicular al mapa de la seva òrbita al voltant del Sol (que és paral·lel a la direcció de la llum solar), de manera que la durada del dia varia d'un punt de la planeta a un altre. A més, com que l'eix de rotació és relativament fix en comparació amb les estrelles, es mou pel que fa a el Sol a mesura que el planeta orbita l'estrella. Això crea variacions estacionals en la durada del dia en la majoria dels punts de la superfície de la planeta.

## Variacions
Com que el mateix eix de rotació de la Terra està inclinat al voltant de 23,5 ° pel que fa a la línia perpendicular al seu pla orbital, anomenada eclíptica, la durada del dia varia segons les estacions de la superfície de la planeta, depenent de la latitud de l'observador. Les àrees inclinades cap al Sol estan experimentant el estiu. La seva inclinació cap al Sol ocasiona que més de la meitat del dia vegi la llum solar i que les temperatures siguin més càlides, pel fet que els rajos solars són més directes, un període més llarg del dia en si i una menys absorció de la llum solar en la atmosfera. Mentre que l'augment de llum solar pot tenir algun efecte sobre les temperatures més altes a l'estiu, la major part de l'augment de la temperatura es deu a la direcció de el Sol i no a l'augment de la llum solar. Una major altura de el Sol (al voltant de l'zenit) fa que els tròpics siguin més càlids, mentre que una menor altura (tot just per sobre de l'horitzó) fa que les regions polars siguin fredes. El lleuger efecte de les hores de llum solar sobre la temperatura mitjana estacional pot observar-se en els pols i en les regions tropicals. Els pols romanen freds durant els seus respectius estius, tot i haver vist 24 hores de llum solar durant 6 mesos, mentre que el equador roman càlid durant tot l'any amb només 12 hores de llum solar a el dia.
Tot i que la durada del dia a l'equador continua sent de 12 hores a totes les estacions, la durada en totes les altres latituds varia amb les estacions. Durant l'hivern, el dia dura menys de 12 hores, i durant l'estiu, més de 12 hores. L'hivern al nord i l'estiu al sud coincideixen, mentre que l'estiu al nord i l'hivern al sud també coincideixen.

### A l'equador
Al equador, el dia sempre dura unes 12 hores, independentment de l'estació de l'any. Vist des de l'equador, el Sol sempre surt i es posa verticalment, seguint una trajectòria aparent gairebé perpendicular a l'horitzó. A causa de la inclinació axial de la Terra, el Sol sempre es troba dins dels 23,5 ° a nord o al sud de l'equador celeste, de manera que el punt subsolar sempre es troba dins dels tròpics.
Des del equinocci de març fins al equinocci de setembre, el Sol surt dins dels 23,5 ° cap al nord de l'est, i es posa dins dels 23,5 ° cap al nord de l'oest. Des del equinocci de setembre fins l'equinocci de març, el Sol surt a 23,5 ° cap al sud de l'est i es posa als 23,5 ° cap al sud de l'oest. La trajectòria de el Sol es troba enterament a la meitat nord de la esfera celeste des del equinocci de març fins al equinocci de setembre, però es troba enterament en la meitat sud de l'esfera celeste des del equinocci de setembre fins al equinocci de març. En els equinoccis, el Sol equatorial culmina al zenit, i passa directament per sobre d'ell a l'migdia.
El fet que el Sol equatorial estigui sempre tan a prop del zenit al migdia solar explica per què la zona tropical conté les regions més càlides del planeta en general. A més, l'equador veu el temps de llum més curt perquè la trajectòria de el Sol a través del cel és gairebé perpendicular a l'horitzó. En els equinoccis, el disc del Sol triga només dos minuts en travessar l'horitzó (de dalt a baix a l'alba i de baix a dalt al capvespre).

### En els tròpics
Els tròpics ocupen una zona de la superfície de la Terra entre 23,5 ° a nord i 23,5 ° a sud de l'equador. Dins d'aquesta zona, el Sol passarà (o culminarà) gairebé directament sobre la superfície a l'mínim un dia a l'any. La línia de 23,5 ° latitud nord es diu Tròpic de Càncer, perquè quan va ser nomenat, el Sol passar per sobre d'aquesta ubicació en l'època de l'any en què estava dins de el signe zodiacal de Càncer. La línia equivalent de latitud sud es diu Tròpic de Capricorn, per raons similars. El Sol entra i surt de cada signe del zodíac una mica més tard cada any, a una velocitat d'aproximadament 1 dia cada 72 anys. Per a més informació, veure precessió dels equinoccis.
En els cercles tropicals, el Sol es troba directament sobre només un cop a l'any, en el solstici corresponent. En latituds més properes a l'equador i en el propi equador, es trobarà a sobre dues vegades a l'any (en els equinoccis en el cas de l'equador). Fora dels tròpics, el Sol mai passa directament per sobre.

### Al voltant dels pols
Al voltant dels pols, que coincideixen amb l'eix de rotació de la Terra a mesura que passa a través de la superfície, les variacions estacionals en la durada del dia són extremes. De fet, dins dels 23,5 ° de latitud dels pols, hi haurà almenys alguns dies de l'any durant els quals el Sol mai passa per sota de l'horitzó. Aquest número serà menor, però proper, al nombre de dies a l'estiu on el Sol no es pon. Aquest fenomen de més llum solar que de nit no és exclusiu dels pols. De fet, en qualsevol moment donat, una mica més de la meitat de la Terra es troba il·luminada per llum solar. Les 24 hores de llum solar a l'estiu es coneixen com sol de mitjanit, que és famós en alguns països de nord. Cap al nord, el cercle polar àrtic marca aquest límit de 23,5 °. A sud, el cercle polar antàrtic marca el límit. Aquests límits corresponen a 66,5 ° de latitud nord o sud, respectivament. A causa que el disc del Sol té un diàmetre d'aproximadament mig grau i és molt brillant, els dies veritablement foscos durant els quals el Sol sembla no sortir mai, només es veuen més enllà dels 72 ° de latitud nord o sud.
En els pols i prop d'ells, el Sol mai surt molt alt per sobre de l'horitzó, ni tan sols a l'estiu, la qual cosa és una de les raons per les quals aquestes regions de l'món són sempre fredes en totes les estacions de l'any (altres inclouen l'efecte de l'albedo, el relatiu augment de la reflexió de la radiació solar de la neu i el gel). Fins i tot en el solstici d'estiu, quan el Sol assoleix el punt més alt sobre l'horitzó a l'migdia, encara està a només 23,5 ° sobre l'horitzó en els pols. A més, a mesura que un s'acosta als pols, la trajectòria aparent de el Sol a través del cel cada dia difereix cada vegada més de la vertical. A mesura que s'acosta l'estiu, el Sol surt i es posa més a nord al Nord i més a sud al Sud. En els pols, la trajectòria de el Sol és en realitat un cercle, que és aproximadament equidistant sobre l'horitzó durant tot el període diürn en qualsevol dia donat. El cercle s'inclina gradualment per sota de l'horitzó a mesura que s'acosta l'hivern, i s'eleva de la mateixa manera per sobre d'ell a mesura que s'acosta l'estiu. En els pols, la sortida i posta de Sol pot durar diversos dies.

### En latituds mitjanes
En latituds mitjanes, lluny de l'equador i dels pols, les variacions en la durada del dia són lleus. A les latituds mitjanes altes on es troba Montreal, París i Ushuaia, la diferència en la durada del dia d'estiu a hivern pot ser molt notable: el cel pot estar encara il·luminat a les 22 hores a l'estiu, però pot estar fosc a les 17 hores a l'hivern. En les latituds mitjanes baixes on es troben el sud de Califòrnia, Egipte i Sud-àfrica, la diferència estacional és menor, però així i tot resulta en aproximadament 4 hores de diferència en la llum del dia entre els solsticis d'hivern i estiu. La diferència és menor a mesura que un s'acosta a l'equador. Amb un canvi de 4 hores en els sis mesos d'hivern a estiu, el dia s'allarga en aproximadament 20 minuts en el primer mes, 40 minuts en el segon mes, 1 hora en el tercer mes, després 1 hora, 40 minuts i 20 minuts en el quart, cinquè i sisè mes.
També en les latituds mitjanes, les variacions climàtiques estacionals produïdes pels canvis en la durada del dia són les més marcades, amb períodes molt diferents de fred i calor, i altres canvis estacionals secundaris com la neu i el gel a l'hivern que desapareixen a l'estiu i així successivament. En latituds altes, fa fred la major part de el temps, amb neu i gel constants, de manera que les estacions són menys òbvies; i en els tròpics, fa calor la major part de el temps, sense neu ni gel en absolut, pel que de nou les estacions són menys òbvies.

### Variacions en el migdia solar
L'instant exacte del migdia solar, quan el Sol assoleix el punt més alt en el cel, varia amb les estacions. Aquesta variació es diu equació de temps ; la magnitud de la variació és d'uns 30 minuts en el transcurs d'un any.